# Emmali Jansson
Emmali Emma Lisa Jansson, född 16 januari 1985 i Skogslyckans församling, Kronobergs län, är en svensk svensk politiker (miljöpartist). 

## Biografi
Emmali Jansson föddes 1985 i Växjö. Hon är ledamot i Göteborgs kommunfullmäktige för Miljöpartiet och andra vice ordförande i Fastighetsnämnden. Jansson blev 2019 ledamot i partistyrelsen för Miljöpartiet och 2021 andra vice ordförande i partistyrelsen. Senare samma år valdes hon till vice ordförande i partistyrelsen.